# Hybomitra erberi
Hybomitra erberi is een vliegensoort uit de familie van de dazen (Tabanidae). De wetenschappelijke naam van de soort is voor het eerst geldig gepubliceerd in 1880 door Brauer.